# 公爵
公是中国古代爵位名。在中文裡用“公爵”來翻译歐洲中世纪貴族等级系统中相應等級的称号（例如英語Duke、德語Herzog、法語Duc等）。

## 中国
公起源于中國周代分封建国制度下的诸侯五等爵体系，为第一等爵，只有姬姓宗室才會分到這一個等級，具有明确的尊卑等级和对应的权责。“爵”，是一种酒器，多为青铜所制，是西周礼器中的一种，诸侯须依据其地位与等级使用相对应的“爵”，所以诸侯的等级又称“爵位”。《禮記·王制》：「王者之制祿爵，公、侯、伯、子、男，凡五等」。西周時诸侯國享公爵者有四：宋國、西虢國、周國和虞國。
“公”作为中国古代分封制爵位的一个等级，须与现代汉语中的“公爵”相区别，后者是英文Duke（或其他相应西欧爵位称号）在中文中的对应翻译，并且根据英语的使用习惯，可以直接应用在人名、尊称中，具体格式为“英国爵位等级of封国”，翻译为“封国·爵位对应翻译”，例如Duke of Edinburgh，中文直译为“爱丁堡公爵”；在中文语境中，“公爵”不等于“公”，而是“等级为公的爵位”之意，通常特用于“进（公爵）”、“享（公爵）”等动词之后，并且不可以直接用于人称，用于人称时通常是“封国·（谥号）·爵位等级”，例如“宋公”、“魏文侯”。
进入战国时期以后，“礼崩乐坏”，各诸侯国纷纷称王，周王室名存实亡，五等爵制度也失去了其法制地位，各个诸侯王国在一系列变法行动中纷纷建立了自己的爵位制度。秦朝的二十等爵制度不设公，汉承秦制，也沿用了二十等爵并增设王爵，公则成为了爵位体系外一种特殊的尊荣。汉朝封为公的特例有“二王三恪”制度下的周室后裔（汉成帝绥和元年将周承休侯进爵为公、汉平帝元始四年改郑公）和商室后裔（汉成帝绥和元年将殷绍嘉侯进爵为公、元始二年改宋公），以及西汉末王莽受封安汉公和东汉末曹操受封魏公。以后唐朝有國公、郡公、縣公等，宋朝、明朝有国公爵，清朝有公爵。
中国历代公爵
- 汉朝公爵列表
- 曹魏公爵列表
- 晋朝公爵列表
- 十六国公爵列表
- 南朝公爵列表
- 北朝公爵列表
- 隋朝公爵列表
- 唐朝公爵列表
- 五代十国公爵列表
- 宋朝公爵列表
- 辽朝公爵列表
- 金朝公爵列表
- 元朝公爵列表
- 明朝公爵列表
- 清朝公爵列表

## 欧洲贵族
欧洲國家貴族爵位中，第五級(从低至高）貴族爵位一般在中文裡譯作“公爵”，在王或親王之下，在侯爵之上。
歐洲諸國近代的“公爵”稱號比較統一，大多可以歸為三類：從拉丁文“Dux”衍生出的爵位名（例如法語Duc和英語Duke'），此詞源原義是“領袖”；與德語Herzog同源的稱號，詞源是日耳曼語，“領軍”的意思；此外部分斯拉夫國家有沃伊沃德（或類似）的稱號，是相似的“戰士領袖”的意思。
三組稱號都源自于對於軍隊首領的稱號。在古羅馬時代，由日耳曼或凯尔特蠻族出身而作爲雇傭軍為羅馬軍隊所用的將帥，由於沒有正式的羅馬軍銜而統稱為Dux，也因此Dux被認爲等同于日爾曼人舊有的軍事領袖稱號，Herzog。羅馬帝國滅亡之後，各部族的軍事領袖成爲歐洲各獨立小國的國君，其中許多就以Dux或Herzog（或相似的當地名稱）為稱號。直到近代，意大利和德國統一之前的很多小國都以此為稱號，為與擁有相似稱號而不是國君的貴族有所區別，中文一般稱作“大公”，歐洲現存唯一的獨立大公國是盧森堡。
歷史上的其它大公國經過合併和併吞，逐漸演變成了由國王授予的爵位。在歐洲各國，公爵都是最高爵位之一，在一些國家公爵以上還有親王，但另一些國家的公爵級別比親王要高。